# No Reflection
«No Reflection» —en español: «Sin Reflejos»— es el primer sencillo del octavo álbum de estudio, Born Villain de la banda de metal industrial, Marilyn Manson. Se lanzó el 14 de marzo de 2012 como sencillo promocional en formato digital por iTunes Store, ya que el álbum entero se lanzaría en mayo del mismo año. La canción fue nominada a los Premios Grammy 2013 en la categoría Mejor interpretación Hard Rock/Metal.

## Antecedentes
Manson lo hizo oficial mediante su cuenta de Facebook, lo cual, al parecer, fue aceptado de la mejor forma ya que la canción pronto se convirtió en una de las más descargadas de la cuenta de Itunes de la misma banda, justamente a la altura de las canciones claves de Manson, tales como, The Beautiful People y Sweet Dreams. También Pistol Whipped y You're So Vain alcanzaron este chart sacando de la lista a Tainted Love y The Dope Show.

## Video musical
El video fue dirigido por Lukas Ettlin y cuenta con la participación de la actriz francesa Roxane Mesquida. quién también actuó en la película "Rubber" dirigida por el músico y director francés Quentin Dupieux, más conocido como Mr. Oizo.
El video comienza con la cámara enfocando un velador y atrás, en la pared se observa que una especie de líquido que empieza a caer, cuando cambia la escena se ve a Manson y a la banda tocando en un lugar lleno de agua. En la toma siguiente está Manson sentado y atrás su supuesta mujer, haciendo una especie de "selección" de diferentes mujeres, a los pocos segundos entre escenas se puede ver que esas mujeres están sentadas y que el extraño líquido que caiga de las paredes llegan a sus pies, en una habitación, un comedor más exactamente. Manson empieza a manosearlas y se sienta en la punta junto con su "esposa", abre un libro y una de las chicas que seleccionó empieza a servir en las copas agua muy parecida a la que caía de las paredes al comienzo, simulan una cena, se ve a Brian cantando enfrente de la cámara, también escenas de cuando empezó la selección y la banda tocando. Marilyn, su esposa y las mujeres brindan y toman el agua, mientras que el cantante y su amada leen el libro que anteriormente había abierto, las femeninas empiezan a ponerse "raras", Manson se levanta, clava una madera en la puerta, unos segundos se puede ver a la banda interpretando la canción en un lugar lleno de agua, y al cambiar la escena, la cámara vuelve a enfocar la habitación y todos se toman de las manos, las seleccionadas se asustan porque el extraño líquido llega a sus pies y cae más constantemente de las paredes, al mismo momento que empiezan a vibrar. El intérprete trata de calmarlas, lee una parte de la página del libro y la mesa empieza a levitar, mientras que la chicas vomitan lo que tomaron anteriormente, ponen cara de sufrimiento, la cocina se prende fuego y empiezan a destruir todo lo que se encuentra en la habitación, Manson sigue sentado junto con su esposa, esta última en la escena que le sigue, se la puede ver bebiendo lo que queda de la rara bebida y el cantante trata de evitarlo inútilmente, la abraza, la besa y la ahoga en el baño, mientras esta ahogándola, ella empieza a hacer lo mismo que las otras y muere, el líder de la banda vuelve al comedor y todas las demás mujeres están muertas, dándole fin al vídeo.

## Lista de canciones
| Descarga digital |                                 |          |  |
| N.º              | Título                          | Duración |  |
| 1.               | «No Reflection» (Radio Edit)    | 3:30     |  |
| 2.               | «No Reflection» (Álbum Versión) | 4:36     |  |

## Posiciones
| Año  | Listas                              | Posición | País           |
| ---- | ----------------------------------- | -------- | -------------- |
| 2012 | 97.7 Top-10                         | #8       | México         |
| 2012 | Ranking Rock & Pop                  | #8       | Argentina      |
| 2012 | The UK's Number 1 Hit Music Station | #6       | Reino Unido    |
| 2012 | KROQ - Release day                  | #3       | Estados Unidos |
| 2012 | Billboard Rock Songs                | #50      | Estados Unidos |
| 2012 | Hot Modern Rock Tracks              | #28      | Estados Unidos |
| 2012 | MTV: The Best of Week               | #4       | Estados Unidos |
| 2012 | America's Music Charts Active Rock  | #30      | Estados Unidos |
| 2012 | Mainstream Rock Tracks              | #30      | Estados Unidos |
| 2012 | ARIA                                | #66      | Australia      |
| 2012 | Active Rock                         | #25      | Estados Unidos |
| 2012 | Hard Rock Digital Songs Chart       | #21      | Estados Unidos |
| 2012 | Itunes: Top Manson Song´s           | #2       | Estados Unidos |